# Xã Liberty, Quận Adair, Missouri
Xã Liberty (tiếng Anh: Liberty Township) là một xã thuộc quận Adair, tiểu bang Missouri, Hoa Kỳ. Năm 2010, dân số của xã này là 324 người.